# Game Balance
Game Balance ist Teil des Game-Designs und lässt sich grob als die mathematisch-algorithmische Abbildung der Zahlen und Spielmechaniken in einem Spiel sowie den Beziehungen zwischen diesen Zahlen und Mechaniken beschreiben. Dementsprechend besteht das Balancieren (engl. game balancing) darin, diese Beziehungen, Zahlen und Mechaniken so anzupassen, dass die vom Entwickler beabsichtigten, meist positiven Erfahrungen bei den Spielern entstehen. Die Wahrnehmung und das Erlebnis durch die Spieler sind für gewöhnlich das Ziel des Game Balancings.

## Überblick und Entwicklung
Obwohl die Game Balance für jede Art von Spiel relevant ist, sind seit dem Jahrtausendwechsel primär Publikationen erschienen, die sich speziell mit dem Design von Videospielen beschäftigen. Deren Autoren widmen meist nur einen Abschnitt dem Game Balancing. In neuerer Zeit finden sich jedoch auch zunehmend Online-Blogs und Videos, die sich exklusiv mit dem Thema Game Balance beschäftigen.
Ältere Publikationen fokussieren sich zunächst vorrangig auf Einzelspieler- und PvE-Spiele (Player versus Environment) und damit verbundene Konzepte wie etwa Schwierigkeitsgraden, die es zugunsten einer positiven Spielererfahrung auszubalancieren gilt. Zu jenen Autoren gehörten etwa die Game Designer Ernest Adams und Andrew Rollings, Richard Rouse, Jeannie Novak, Tynan Sylvester und Jesse Schell.
Die ab etwa 2010 zunehmend veröffentlichten Online-Blogs und Videos zum Thema Game Balancing behandeln verstärkt Spieler-gegen-Spieler- (Player versus Player, kurz auch PvP) und Onlinespiele, beziehen sich jedoch oft auf Ideen und Konzepte früherer Autoren, wie etwa Fairness. Zu diesen Autoren gehören die Game Designer Ian Schreiber, Keith Burgun, David Sirlin, James Portnow vom YouTube-Kanal Extra Credits und Dan Felder.
In neuester Zeit betrachten Autoren außerdem vermehrt das Mitwirken von Spielern auf das Balancing, besonders in Bezug auf deren Fähigkeiten und das spielerkreierte „Metagame“, kurz „Meta“. Mit „Metagame“ sind Interaktionen zwischen Spielern gemeint, bei denen Spieler oft erfolgreiche und populäre Strategien erarbeiten, die sie dann weiterverbreiten. Zu einem bestimmten Zeitpunkt häufig anzutreffende Strategien oder Archetypen werden auch als „Meta“ bezeichnet. Zu jenen Autoren gehören die beiden Game Designer und Moderatoren Rym DeCoster und Scott Rubin, der YouTuber Adam Millard in seinem Kanal „The Architect of Games“ und der Journalist Marc Brown.

## Eigene Begriffe und Slang

### PvP, PvE und Coop-Spiele
PvP steht für Player versus Player (dt.: Spieler gegen Spieler) und beschreibt Spiele, in denen Spieler gegen andere menschliche Spieler antreten. Dies schließt einige PvE-Elemente jedoch nicht aus, in manchen Fällen wird sogar von PvPvE gesprochen.
PvE steht für Player versus Environment (dt.: Spieler gegen Umgebung). Bei Spielen dieser Art befindet sich der Spieler in seiner persönlichen Version einer Spielwelt und tritt nur gegen computergesteuerte Gegner an.
Coop ist ein Kürzel für cooperative (dt.: kooperieren, zusammenspielen). Dies sind im Wesentlichen PvE-Spiele, in denen mehrere Spieler gemeinsam gegen den Computer spielen. Dies schließt die Möglichkeit zu PvP jedoch nicht unbedingt aus.

### Spielelement
„Spielelement“ ist ein abstrakter Begriff für jegliche Arten von Entitäten innerhalb eines Spiels und kann sich etwa auf Soldaten in einem Echtzeitstrategiespiel, den Spielercharakter eines Rollenspiels, aber auch auf Gegenstände und Zauber beziehen.

### Spielmechanik
Spielmechaniken sind Prozeduren und Regeln eines Spiels. Sie beschreiben das Ziel eines Spiels, wie der Spieler es erreichen kann und wie nicht, und was passiert, wenn der Spieler es versucht.

### Buff und Nerf
Eine Aufwertung von Spielelementen (und manchmal Spielmechaniken) wird als Buff bezeichnet, eine Abwertung als Nerf. Beides kann auch durch indirekte Beeinflussung geschehen, wenn andere Mechaniken oder Spielelemente geändert oder neu eingeführt werden. Beide Begriffe können auch als Verb verwendet werden. Die erste etablierte Verwendung des Begriffs „Nerf“ geschah in Ultima Online als Anlehnung an Nerf-Spielzeuge, deren weiche Geschosse keine ernsthaften Verletzungen nach sich ziehen. Ein Buff beschreibt das Gegenteil eines Nerfs. Der Begriff kommt vermutlich vom englischen Bodybuilding-Ausdruck „getting buff“. Er beschreibt, dass jemand seine Muskeln stärkt und damit „buffing“ betreibt.
Besonders die Game Designer von MMORPG werten zugunsten der Game-Balance verschiedene Aspekte eines Spiels ab, denn gelegentlich geraten neue Spielinhalte (Gegenstände, Klassen, Fähigkeiten) zu stark, zu günstig oder sind zu einfach zu erhalten und führen damit zu einem Ungleichgewicht im Spielsystem. Dies kann etwa geschehen, wenn Objekte auf andere Weise erhalten oder benutzt werden, als die Entwickler beabsichtigt hatten. Obwohl die Häufigkeit zwischen Spielen variiert, hat fast jedes MMO schon einmal Nerfs erhalten.
In etlichen Fällen haben Nerfs Proteste von Spielern von Online-Spielen nach sich gezogen, unter anderem bei Anarchy Online. Weil in virtuellen Welten zahlreiche Gegenstände (engl. items) verkauft oder zwischen Spielern gehandelt werden können, kann ein Nerf – genauso wie ein Buff – auch erhebliche Einflüsse auf die virtuelle Ökonomie haben. Durch die Reaktionen der Spieler können größere Preisfluktuationen entstehen, bis sich alles in einem neuen Equilibrium beruhigt. Genauso wie ein Nerf an sich können derartige Änderungen bei Spielern zu großem Unmut gegen selbst kleine Änderungen führen. Insbesondere wenn Gegenstände oder Fähigkeiten abgewertet werden, können Spieler verärgert reagieren, wenn sie den zuvor erbrachten Aufwand zu deren Erhalt als Verschwendung wahrnehmen. In Spielen, in denen Spielelemente einen sehr hohen Wert haben, kann dies sogar zu juristischen Auseinandersetzungen über den erlittenen Verlust führen.

### Skill
Skill im Sinne von spielerischem Können wird allgemein in die Fähigkeit, Entscheidungen zu treffen, und die Fähigkeit, Kommandos per Eingabegerät umzusetzen, unterteilt.

### Overpowered und Underpowered
Die Begriffe „overpowered“ und „underpowered“ beschreiben Spielelemente und -mechaniken als zu stark (overpowered) oder zu schwach (underpowered). Ian Schreiber bietet auch eine präzisere Formulierung an: Ist ein Spielelement selbst bei höchsten Kosten noch zu stark, wird es als overpowered bezeichnet; ist es selbst es bei niedrigsten Kosten noch zu schwach, als underpowered. Daneben kann ein Spielelement lediglich zu teuer (overcost) oder zu billig (undercost) sein für den Nutzen, den es bietet.
Umgangssprachlich wird overpowered häufig für eine bestimmte Klasse in einem Rollenspiel, eine bestimmte Fraktion in einem Strategiespiel oder bestimmte Taktiken, Fähigkeiten, Waffen oder andere Einheiten in verschiedenartigen Spielen genutzt. Damit etwas so bezeichnet wird, muss es in fast jeder Situation die beste Wahl und/oder sehr schwierig für den Gegner zu kontern sein, obwohl es mit vergleichsweise geringem Aufwand zu erhalten war.
Underpowered wird meist für dieselben Klassen, Fraktionen, Taktiken, Fähigkeiten, Waffen oder Einheiten benutzt, jedoch dann, wenn diese unterdurchschnittlich schwach sind und damit in den meisten Situationen eine schlechte Wahl darstellen. Dies geschieht, wenn sie viel zu leicht zu kontern oder Alternativen einfach besser sind.

### Gimp
Ein Gimp (dt.: Krüppel) ist ein Charakter, eine Charakterklasse oder eine Charakterfähigkeit, die im Kontext eines bestimmten Spiels underpowered ist – z. B. ein Nahkampfkrieger, der nur Ausrüstung mit Heilungsboni trägt, obwohl er über keine Fähigkeiten zur Heilung verfügt. „Gegimpte“ Charaktere sind weniger effektiv als andere auf einem ähnlichen Erfahrungslevel. Der Spieler kann einen Charakter „gimpen“, indem er ihm unpassende Fähigkeiten beibringt oder ihn nicht effektiv verbessert. Dies kann jedoch auch vom Entwickler bewusst implementiert werden, um einen Anreiz zu schaffen, den Gimp auf ein höheres Level zu bringen oder einem Spieler einen anfänglichen Vorsprung zu bieten. Ein Beispiel dafür ist die Mystic-Knight-Klasse in Final Fantasy, die schwach anfängt, jedoch auf hohem Level die mächtigste Klasse werden kann. Ein Gimp kann vom Entwickler jedoch auch versehentlich erschaffen werden und es bedarf möglicherweise eines Patches, um ihn neu auszubalancieren.
Manchmal wird der Begriff „Gimp“ in MMORPGs als Synonym für Nerf benutzt, um eine Regeländerung zu beschreiben, die ein betroffenes Ziel schwächt. Im Gegensatz zum wertungsfreien Begriff Nerf wird damit jedoch meist eine unfaire Benachteiligung impliziert.

### Revamp
Revamp (dt. überarbeiten, umgestalten) beschreibt die Veränderung eines Spielelements, ohne damit direkt eine Auf- oder Abwertung zu implizieren.

## Wesentliche Konzepte des Balancings

### Bedeutungsvolle Entscheidungen
Bedeutungsvoll sind Entscheidungen, wenn weder sämtliche Alternativen wirkungslos auf das Spielgeschehen sind noch eine Alternative klar die beste ist. So wäre es beispielsweise eine bedeutungslose Entscheidung, sich die Augenzahl eines Würfelwurfs aussuchen zu dürfen, wenn die 6 einen immer am Weitesten bringt. Dieses Beispiel entspricht bereits einer dominanten Strategie, der schädlichsten Form einer bedeutungslosen Entscheidung, da kein Grund bestehen bleibt, jemals irgendeine Alternative zu wählen. Bedeutungsvolle Entscheidungen sind folglich zentraler Bestandteil des interaktiven Mediums Spiel.
Bedeutungslose Entscheidungen, auch triviale Entscheidungen genannt, fügen einem Spiel nichts Wünschenswertes hinzu. Sie können sogar schädlich sein, indem sie das Spiel nur unnötig komplexer und dadurch wiederum z. B. langwieriger oder langweiliger machen können. Genauso kann eine zu große Anzahl an bedeutungsvollen Entscheidungen das Spiel ebenfalls lediglich komplexer machen. Die gebotenen Entscheidungen sollten jedoch alle bedeutungsvoll sein. Davon abgesehen können für das Balancing irrelevante Entscheidungen jedoch trotzdem das Spielerlebnis beeinflussen, etwa Entscheidungen zwischen kosmetischen Alternativen wie bspw. Skins.

#### Strategien
Strategien sind spezifische Kombinationen aus Aktionen, die ein bestimmtes Ziel verfolgen. Klassische Beispiele dafür sind etwa Rush (dt.: Ansturm) und wirtschaftliche Strategien in Echtzeit-Strategiespielen. Nicht nur elementare Entscheidungen innerhalb einer Strategie, etwa zwischen einzelnen Spielelementen, sondern auch die Entscheidung zwischen verschiedenen Strategien sollte bedeutungsvoll bleiben.

#### Dominante Strategien
Eine dominante Strategie ist eine Strategie, die stets zum Erfolg führt und damit klar die beste ist. Sie macht damit alle Entscheidungen, die sie in irgendeiner Form betreffen, bedeutungslos. Selbst, wenn eine Strategie nicht immer gewinnt, jedoch klar die beste ist, kann diese auch als (nahezu) dominant bezeichnet werden. Dominante Strategien schaden Spielen und sollten daher vermieden werden. Es existiert jedoch keine objektive Grenze, wann eine Strategie aufhört, geringfügig vorteilhaft zu sein, und dominant wird.

### Belohnungen
Jeder Spieler wünscht sich Belohnungen, etwa in Form neuer Spielinhalte oder einfachem Lob. Belohnungen sollten mit zunehmender Spieldauer größer werden. Sie geben dem Spieler das Gefühl, etwas richtig gemacht zu haben, und können den weiteren Spielfortschritt beschleunigen. Eine gewisse Unberechenbarkeit, welche Belohnung man erhält, macht diese für viele Spieler attraktiver.

### Dynamische und statische Balance
Game Balance kann in eine dynamische und statische Komponente aufgeteilt werden. Statische Balance konzentriert sich dabei auf Spielregeln und Spielelemente, also auf alles, was schon zu Beginn des Spiels oder Matches festgelegt sind. Dynamische Balance hingegen beschreibt die Veränderung der Balance während des laufenden Spiels zwischen Spielern, Umgebung und Computergegnern.

### Fairness
Ein Spiel ist fair, wenn zu Beginn alle Spieler in etwa die gleiche Chance auf den Sieg haben, unabhängig davon, welche der gebotenen Optionen sie am Anfang eines Spiels wählen. Fairness ist damit besonders für PvP-Titel (Player vs. Player) wichtig. Fairness umfasst jedoch auch – und das gilt ebenfalls für PvE-Spiele –, dass der Spieler nie das Gefühl bekommt, die Gegner wären unbesiegbar.

#### Frühe Verwendungen des Begriffs „Fairness“
“Any good computer game must be totally fair. It must be possible for the player to reach the objective and win. This is not to say the game cannot be complicated or random or appear unfair.”

„Jedes gute Computerspiel muss absolut fair sein. Es muss dem Spieler möglich sein, das Ziel zu erreichen und zu gewinnen. Das heißt jedoch nicht, das Spiel könne nicht kompliziert oder zufällig sein oder unfair wirken.“

“An important trait of any game is the illusion of winnability. If a game is to provide a continuing challenge to players, it must also provide a continuing motivation to play. The game must appear to be winnable to all players, beginners and experts, but it must never truly be winnable or it will lose its appeal.”

„Eine wichtige Eigenschaft eines jeden Spiels ist die Illusion, gewinnen zu können. Wenn ein Spiel den Spieler kontinuierlich herausfordert, muss es ihn auch zum Weiterspielen motivieren. Das Spiel muss sich allen Spielern, Anfängern wie Experten, als gewinnbar zeigen, aber es darf nie wirklich gewinnbar sein, sonst verliert es seine Anziehung.“

“Dani Bunten was once asked how to play-balance a game. Her one word answer was "Cheat." Asked what to do if gamers complained, she said, "Lie!"”

„Dani Bunten wurde einst gefragt, wie man ein Spiel beim Spielen balanciert. Ihre Antwort bestand in einem Wort: ‚Schummeln‘. Danach gefragt, was man tun solle, wenn Spieler sich beschwerten, sagte sie: ‚Lüge!‘“

1982 schrieb Chris Crawford über die Wichtigkeit der „Illusion von Gewinnbarkeit“ (Original: „illusion of winnability“) für Spiele, Pac-Man sei so beliebt, da „es für die meisten Spieler gewinnbar wirkt, es jedoch nie ganz ist“ (Original: „appears winnable to most players, yet is never quite winnable“). Diese Illusion, sagte er, sei „sehr schwer aufrecht zu erhalten. Manche Spiele schaffen dies für Experten, aber nicht für Anfänger; diese Spiele schrecken alle bis auf die zielstrebigsten ab.“ (Original: „[This illusion] is very difficult to maintain. Some games maintain it for the expert but never achieve it for the beginner; these games intimidate all but the most determined players“) Als Beispiel nannte er Tempest.
Jedes faire Spiel sei gewinnbar, behauptete dagegen InfoWorld 1981, aber es könne „kompliziert oder zufällig sein oder unfair wirken“ (Original: „complicated or random or appear unfair“). Fairness bedeutet jedoch nicht zwangsweise, dass das Spiel gut balanciert ist. Dies trifft vor allem bei Actionspielen zu: Jaime Griesemer, Lead Designer bei Bungie, sagte, dass „jeder Kampf in Halo unfair ist“ (Original: „every fight in Halo is unfair“). Dieses Potential für Unfairness erschafft Unsicherheit, was zu Spannung und jener Begeisterung führt, die Actionspiele bieten sollen. In ihrem Fall ist Balancing das Verwalten unfairer Szenarios, mit dem letztendlichen Ziel sicherzustellen, dass alle Strategien, die das Spiel unterstützt, erfolgversprechend sind. Das Ausmaß, in dem diese Strategien zueinander gleichgestellt sind, definiert den Charakter des jeweiligen Spiels.
Simulationsspiele können aber durchaus unfair balanciert werden, etwa um reale Verhältnisse widerzuspiegeln. Ein Kriegsspiel beispielsweise kann den Spieler in die Rolle eines Generals versetzen, der von einer überlegenen Streitmacht besiegt wurde, und bei Sportsimulationen ist es üblich, die Fähigkeiten realer Teams widerzuspiegeln, unabhängig davon, was dies für den wählenden Spieler bedeuten könnte.
Die Wahrnehmung des Spielers kann sich ebenfalls darauf auswirken, wie Fairness wirkt. Sid Meier sagte, dass er Mehrspieler-Allianzen in Civilization wegließ, da er herausfand, dass der Computer diese fast so gut ausnutzt wie ein Mensch, was Spieler glauben ließ, der Computer würde schummeln.

### Lösbarkeit
Umgangssprachlich ist mit „ein Spiel lösen“ gemeint, dass man es gewinnt oder zu Ende spielt. Konkreter bezeichnet Ian Schreiber ein Spiel als dann lösbar, wenn der Spieler für jede Situation eine beste Aktion erkennen kann. Es gilt jedoch als generell unerwünscht, wenn die beste Aktion stets leicht erkennbar und das Spiel damit einfach zu lösen ist, da Entscheidungen damit bedeutungslos werden und das Spiel langweilig wird.
Schreiber unterscheidet zwischen verschiedenen Stufen der Lösbarkeit: Ein Spiel kann trivial lösbar sein, es kann aber auch nur theoretisch mit erheblichem Rechenaufwand lösbar sein. Selbst ein Spiel, welches Zufallselemente enthält, ist lösbar, wenn sich anhand des Erwartungswertes eine beste Aktion ermitteln lässt. Neben erheblicher Komplexität sind es zumeist das Vorenthalten von Informationen und der Einfluss anderer menschlicher Spieler, welche es Spielern nahezu unmöglich machen, ein Spiel vollständig zu lösen.

### Metagame
Das Metagame beschreibt die Situation bzw. den Kontext, in dem das eigentliche Spiel stattfindet, einschließlich Foren-Diskussionen, Interaktionen zwischen Spielern, zum Beispiel auf lokalen Turnieren, aber auch dem Einfluss externer Faktoren wie verfügbaren Geldmitteln. Die „Meta“, wie sie auch genannt wird, kann dabei eine Art selbstbalancierende Kraft sein, z. B. wenn bekannt gewordene Konter gegen populäre Strategien weiterverbreitet werden und innerhalb relativ kurzer Zeit ein großer Teil der Spieler ihr Spielverhalten dementsprechend verändert. Das Vorhandensein der „Meta“ als selbstbalancierender Kraft entbindet die Entwickler jedoch keinesfalls davon, bei Fällen signifikanter Imbalance einzugreifen.

### Ökonomien
In einem Spiel kann mehr oder weniger alles, das einen Besitzer hat oder dem Spieler zur Verfügung gestellt wird, als Ressource bezeichnet werden. Dazu gehören Rohstoffe, Einheiten, Spielsteine etc., aber zum Beispiel auch Informationen und Zeit. Diese Ressourcensysteme sind vergleichbar mit realen Ökonomien, besonders was den Handel mit Ressourcen betrifft. In Videospielen unterscheidet man zwischen offenen Ökonomien, die Zufluss von außerhalb des Spiels erhalten, und geschlossenen Ökonomien, in denen dies nicht passiert. Auch können Ökonomien etwa einen theoretisch unbegrenzten Zufluss an Ressourcen erhalten oder aber eine feste Anzahl enthalten, die sich alle Spieler teilen müssen. Gerade in Online-Spielen ist es deshalb wichtig, die Ökonomie nachhaltig und „spaßig“ zu gestalten.

### Positives und negatives Feedback
Positives und negatives Feedback, auch als positive oder negative Feedbackschleifen bezeichnet, beschreiben im Wesentlichen Spielmechaniken, die zumeist gutes oder schlechtes Spielen mit zusätzlicher Power belohnen oder mit Verlust derselben bestrafen. So führt Erfolg bei positivem Feedback zu mehr Stärke und beschleunigt den Fortschritt damit immer weiter, während eine negative Feedbackschleife die Power oder deren weiteren Erhalt verringert oder mit zusätzlichen Kosten versieht. Bei der Implementierung sollte darauf geachtet werden, dass diese Feedbackschleifen den gewünschten Spieler adressieren, damit sie den Ausgang des Spiels nicht ungewollt frühzeitig determinieren oder das Spiel unnötig hinauszögern.
Viele Spiele werden herausfordernder, nachdem der Spieler erfolgreich war. Beispielsweise beinhalten Echtzeit-Strategiespiele oft Instandhaltungskosten, eine Art Ressourcensteuer, deren Höhe von der Anzahl kontrollierter Einheiten abhängt. Teamspiele, welche den Spieler herausfordern, in gegnerische Gebiete einzudringen (Football, Capture the Flag), besitzen eine integrierte negative Feedbackschleife: Je weiter der Spieler sich vorwagt, desto mehr Gegner sind zu erwarten.
Viele Spiele verwenden auch positive Feedbackschleifen – etwa, dass Erfolge wie die Eroberung gegnerischer Gebiete zu mehr Ressourcen oder Möglichkeiten und damit zu größeren Chancen auf weiteren Erfolg führen. Die dynamische Balance eines Spiels hängt stark von der relativen Wirkung positiven und negativen Feedbacks ab, sodass positives Feedback zu schwächen einen ähnlichen Effekt hat wie negatives Feedback einzuführen oder zu stärken. Positives Feedback kann anhand einiger grober Indikatoren für Erfolg limitiert werden. Beispiele:
1. In einem Rollenspiel mit Levelstruktur ist das Level häufig eine konkave Transformation von Erfahrungspunkten: Während der Charakter immer stärker wird, kann er immer mächtigere Gegner besiegen und verdient mehr Erfahrung im gleichen Zeitraum, benötigt jedoch auch mehr Erfahrung pro Levelaufstieg. In diesem Fall steigen Power und Level nicht exponentiell, sondern in etwa linear mit der Spielzeit.
2. In vielen militärischen Strategiespielen bringen eroberte Gebiete nur einen kleinen Zuwachs an Power, da beispielsweise das Heimgebiet des Spielers besonders produktiv ist, während neue Gebiete weniger Ressourcen bieten, eine Veranlagung für Revolten besitzen oder das Aufrechthalten öffentlicher Ordnung benötigen und damit weniger Ressourcen abwerfen, abzüglich zur Unterdrückung notwendiger Ressourcen. In diesem Fall können Spieler mit anfänglich beeindruckendem Erfolg überfordert werden beim Versuch viele Gebiete zu halten, die nur wenig Einkommen bieten.
3. In vielen Spielen bringt es nur wenig, eine große Anzahl gleichartiger Gegenstände zu horten. So ist es beispielsweise von Vorteil, ein großes Sortiment und Ausrüstung und Waffen zu haben, aber nur ein geringfügiger Vorteil verglichen mit einer kleineren Sammlung, die eine ähnliche Vielfalt bietet. Dies hängt beispielsweise damit zusammen, dass nur eine Waffe gleichzeitig benutzt werden kann und mehrere ähnliche Waffen im Inventar zu haben nur einen geringen Vorteil mit sich bringt. Allgemein gesagt kann eine derartige Begrenzung, erspielte Optionen gleichzeitig zu benutzen, positives Feedback verhindern oder auf ein schwaches Niveau reduzieren.

Stark negatives Feedback kann einerseits zu häufigem Unentschieden führen; andererseits kann stark positives Feedback bewirken, dass früher Erfolg sich im Verlauf eines Spiels potenziert und Verlieren schließlich nahezu unmöglich wird.

### Power und Kosten
Während Power alles beschreiben kann, das einen Vorteil darstellt, sind Kosten alles, was nachteilig ist. Power und Kosten können daher als positiver und negativer Wertebereich derselben Skala aufgefasst und miteinander verrechnet werden. Teilweise ist es nur eine Frage der Betrachtung, ob etwas ein Vor- oder ein Nachteil ist: Ist es bspw. ein Vorteil, Bonusschaden gegen Drachen zu erhalten, oder ist es ein Nachteil, diesen Bonusschaden gegen keine anderen Ziele zu bekommen?
Game Balancing besteht zum erheblichen Teil darin, die Relation von Power und Kosten aufeinander anzupassen, auszugleichen bzw. eine passende Relation zu ermitteln, etwa mit Hilfe einer Powerkurve. Dies wird auch dadurch erschwert, dass manche Kosten nicht direkt als Werte quantifiziert anzutreffen sind: Gold für etwas auszugeben, während man nur über eine begrenzte Menge verfügt, nimmt einem eventuell auch die Möglichkeit, später damit etwas zu kaufen – wobei der Wert jener Möglichkeit nicht unmittelbar quantifiziert ist. Teilweise werden auch weitere Freischaltungen benötigt, um den Kauf von etwas überhaupt zu ermöglichen. Manchmal teilt das Spiel gewisse Nachteile nicht einmal mit. Solche Nachteile können als Schattenkosten bezeichnet werden.

### Schwierigkeit
Die Schwierigkeit ist besonders für PvE-Spiele relevant, aber zumindest in Bezug auf die Benutzung von Spielelementen auch für PvP-Spiele. Die Wahrnehmung der Schwierigkeit eines Spiels hängt sowohl von den Spielmechaniken und Zahlen wie auch den Fähigkeiten und Erwartungen der Spieler ab. Die ideale Schwierigkeit hängt damit vom individuellen Spieler ab und versetzt diesen in einen kontinuierlichen Flow-Zustand. Bei der Entwicklung kann es daher nützlich oder sogar notwendig sein, eine bestimmte Zielgruppe von Spielern als Ziel zu setzen. Die Schwierigkeit sollte im Verlauf des Spiels steigen, da Spieler dazulernen und für gewöhnlich auch mehr Power freispielen. Diese Ziele sind unter anderem deshalb problematisch zu erreichen, da spielerisches Können nicht objektiv messbar ist und auch Tester mit der Zeit immer besser werden. In jedem Fall sollte die Schwierigkeit in irgendeiner Weise vom Spieler oder für den Spieler anpassbar sein.

### Symmetrie und Asymmetrie
Symmetrische Spiele bieten allen Spielern die gleichen Startvoraussetzungen und sind damit automatisch fair im oben genannten Sinn. Sie sind damit zwar einfacher zu balancieren, aber auch hier die Balance zwischen Spielelementen beachtet werden muss. Die meisten modernen Spiele sind jedoch asymmetrisch, wobei der Grad an Asymmetrie variieren kann. Fairness zu bieten wird daher umso wichtiger für diese Spiele.
Allen Spielern die gleichen Ressourcen zu geben, ist die simpelste Art des Balancings. Die meisten kompetitiven Spiele beinhalten einen gewissen Grad an Symmetrie; manche Spiele (wie Pong) sind vollständig symmetrisch, andere, z. B. solche mit einer Zugreihenfolge (etwa Schach), erreichen jedoch nie eine totale Symmetrie, da ein Spieler immer einen Vor- oder Nachteil hat, z. B. den ersten Zug machen zu dürfen.
Symmetrie ist jedoch unattraktiv, da beide Seiten die gleiche Strategie benutzen können oder Erfolg von sehr kleinen Vorteilen abhängen kann, wie z. B. einem Bauern im Schach. Eine Alternative dazu ist, eine limitierte Symmetrie anzubieten. In Wizard's Quest und Die Siedler von Catan haben alle Spieler zunächst die gleiche Anzahl an Territorien, wählen diese jedoch in sich verändernder Reihenfolge; die unterschiedlichen Kombinationen an Territorien führt zu Asymmetrie.
Die menschliche Psyche kann der Symmetrie allerdings entgegenwirken. Ein wohldokumentiertes Beispiel hierfür sind Sportveranstaltungen und Videospiele, bei denen Träger von roten Trikots oder Uniformen signifikant öfter gewinnen als ihre Gegner in blauen.

### Systeme und Subsysteme
Allgemein können Spiele als Systeme bestehend aus Zahlen und Relationen betrachtet werden. Sie bestehen jedoch üblicherweise aus mehreren Subsystemen, so dass sämtliche Zahlen in einem Spiel daher nur in dem ihnen zugeordneten Kontext eine Bedeutung haben. Die Subsysteme eines Spiels können zwar als getrennt betrachtet werden und verschiedene Balancing-Ziele verfolgen, beeinflussen sich aber dennoch mehr oder weniger stark. Es ist daher stets wichtig zu bedenken, wie Änderungen an einer Stelle das gesamte Balancing verändern können.

### Transitivität und Intransitivität
(In-)Transitivität beschreibt Relationen aus der Logik. In Spielen sind damit für gewöhnlich Beziehungen zwischen Spielelementen gemeint, etwa zwischen A, B und C: Liegt eine transitive Relation vor und es gilt sowohl A schlägt B wie auch B schlägt C, gilt ebenfalls A schlägt C. A ist damit das beste unter den drei Spielelementen. Eine solche Relation ist besonders bei Belohnungen für Spieler nützlich, die immer bessere Spielelemente freischalten können.
Demgegenüber gilt bei einer intransitiven Relation bei den Gegebenheiten A schlägt B und B schlägt C nicht automatisch, dass A auch C schlägt. Im Gegenteil, es kann sogar gelten C schlägt A, wie es etwa bei Schere-Stein-Papier der Fall ist. Solche Verhältnisse auch in den Eigenschaften von Spielelementen veranlagt werden, statt den Ausgang schlicht zu definieren. Dies ist besonders nützlich, um Variation zu schaffen und die Bildung dominanter Strategien zu vermeiden.

### Zufall
Während das optimale Verhältnis zwischen Zufall und Können von der Zielgruppe abhängt, sollte der Ausgang generell dennoch stärker vom Können beeinflusst werden. Zufall und Skill (Können) werden dabei üblicherweise als zumindest teilweise gegensätzlich betrachtet: Zufall erlaubt es schwächeren Spielern gelegentlich, stärkere zu besiegen. Im Allgemeinen gilt es jedoch als sinnvoll, viele kleine Zufallselemente mit geringen Auswirkungen wenigen mit hohen Auswirkungen vorzuziehen, da vom Durchschnitt extrem abweichende Ergebnisse dadurch unwahrscheinlicher werden. Zudem sollte dem Spieler ein gewisses Maß an Informationen und Kontrolle über Zufallselemente geboten werden.

## Balancing-Prozess
Beim Balancieren eines Spiels werden stets quantifizierbare Größen und deren Beziehungen zueinander direkt oder indirekt beeinflusst; dies erfolgt gewöhnlich als Prozess iterativen Testens, teilweise abhängig vom Genre, sowohl während der Entwicklung als auch nach der Veröffentlichung eines Spiels (z. B. über Regeländerungen, Erweiterungs-Sets oder Software-Updates). Idealerweise werden dabei mit einfachen Regeln komplexe Zusammenhänge und Ergebnisse geschaffen, was dem Prinzip der Emergenz entspricht. Es geht jedoch nicht darum, rein algorithmische Lösungen zu finden, da Ästhetik ebenfalls wichtig ist und perfekte Balance sogar das Gegenteil von Spielspaß bewirken kann, z. B. Langeweile oder Chancenlosigkeit gegen gleich starke Gegner.
Es ist sinnvoll, zunächst eine balancierte Basis zu schaffen, durch die später größtenteils nur noch Zahlen geändert werden müssen und auf der neue Inhalte leichter ergänzt werden können. Dazu ist es für den Game Designer wichtig, diese Zahlen leicht anpassen zu können und sich stets im Klaren darüber sein, wie Änderungen das System beeinflussen. Das Gesamtbild sollte daher nie aus den Augen gelassen werden, da letztendlich eine positive Erfahrung für den Spieler geschaffen werden soll. Außerordentlich starke Spielelemente und dominante Strategien gefährden dies jedoch und sollten daher identifiziert und in ihrer Wirksamkeit begrenzt werden. Als besonders schwierig gestalten sich etwa Spielelemente, die eine hohe situative Nützlichkeit aufweisen, auf einen allgemeinen Kostenwert zu bringen, der sich mit weniger situationsabhängigen Spielelementen vergleichen lässt. Eine weitere Priorität ist zudem, mehrere erfolgversprechende Optionen („viable options“) zu bieten. Generell kommt es bei Spielern besser an, irgendetwas aufzuwerten (zu „buffen“) als abzuwerten (zu „nerfen“). Ein Nerf kann auch indirekt durch Buffs an anderer Stelle erreicht werden und umgekehrt, da Spiele stets zusammenhängende Systeme sind und Änderungen weitreichende Auswirkungen haben können.

### Ziele des Balancings
Das oberste Ziel des Balancings ist zumeist, den Spielspaß und die Spielerbeteiligung zu wahren oder zu vergrößern. Dies hängt jedoch stark vom jeweiligen Spiel und seiner Zielgruppe oder von den Zielen des Entwicklers ab. Das Ziel kann in Extremfällen sogar in großer Imbalance bestehen oder in das Gegenteil von Spielspaß verkehrt werden: Insbesondere in Spielen mit käuflichem In-Game-Content (In-App-Käufen) oder mit In-Game-Werbung besteht oftmals ein so hohes Interesse seitens des Betreibers des Spiels oder der Plattform, Geld zu verdienen (Monetarisierung), dass dafür auch der Spielspaß in den Hintergrund tritt. Solche Spiele rauben bspw. durch übermäßig häufige Werbeunterbrechungen oder durch extrem schlechte Chancen (z. B. bei Lootboxen) durchaus auch absichtlich den Spielern den Spielspaß, frustrieren sie also gezielt, während sie gleichzeitig die Spielerbeteiligung hochhalten, um die Spieler zu animieren, frustrierende Passagen durch möglichst häufiges Geldausgeben zu überspringen, und ihnen ansonsten teilweise erhebliche Nachteilen (Imbalance) gegen zahlungswilligere Spieler drohen.
Im Allgemeinen ist man sich jedoch einig, dass eine ausgeprägte Imbalance nicht gut für ein Spiel ist, selbst, wenn das Spiel trotzdem Spaß macht – durch eine bessere Balance könnte es noch mehr Spaß machen. Es existieren jedoch verschiedene Ansichten darüber, wie balanciert ein Spiel sein soll, was genau balanciert werden soll und ob eine perfekte Balance erreichbar oder überhaupt vorteilhaft sei. In bestimmten Fällen geht man sogar davon aus, dass eine leichte Imbalance vorteilhafter ist als die perfekte Balance.
Ein wesentliches Ziel des Balancings ist zu verhindern, dass Teilsysteme eines Spiels, verglichen mit den anderen, wirkungslos oder nicht wünschenswert werden. In Extremfällen kann dies sogar zur Unlösbarkeit bestimmter Stellen oder Situationen im Spiel führen. Schlecht balancierte Systeme stellen daher mindestens eine Verschwendung von Entwicklungsressourcen dar.
Ein Balancing-Ansatz ist, die Strategien in einem Spiel als Ziel zu nehmen, sodass alle gebotenen Strategien etwa dieselbe Chance auf Erfolg bieten. Strategien können nur durch Änderungen der zugrundeliegenden Spielelemente beeinflusst werden, aber die Balance zwischen den Elementen steht dabei nicht im Vordergrund. Die Strategien sollen dem Spiel letztendlich eine gewisse Spieltiefe verleihen.
Es sollte auch beachtet werden, dass die Balance mit dem Skill des Spielers zusammenhängen kann. Es wird daher geraten, ein Skill-Niveau als Ziel zu setzen, auf welches sich der Entwicklungsaufwand konzentriert. Dies kann etwa eine der folgenden Kategorien sein: Routinierte, Profispieler oder Gelegenheitsspieler. Auf den übrigen Niveaus, die nicht der primären Zielgruppe entsprechen, kann dafür mehr Imbalance in Kauf genommen werden.
Zudem sollten Strategien und Spielelemente vor Irrelevanz geschützt werden: Jede angebotene Option soll wenigstens irgendeinen Nutzen haben und erfolgversprechend (engl. viable) sein. Hierzu werden Strategien und Spielelemente in allen Kontexten verglichen, in denen sie konkurrieren, etwa im Kampf oder bzgl. des Ressourceneinsatzes. Das Vorhandensein viel zu starker Spielelemente oder Strategien (im Englischen auch als „broken strategies“ bezeichnet) gilt dabei als besonders schädlich, da es sämtliche Alternativen abwertet.
Darüber hinaus existiert jedoch auch die Ansicht, dass eine gewisse Imbalance förderlich für ein Spiel sein kann, da sie Spieler konstant dazu antreibt, Lösungen für neue Probleme zu finden, etwa per Interaktion im Metagame. Dies ist insbesondere bei Spielen der Fall, die ständig erweitert werden. Demgegenüber etablierten sich in (nahezu) perfekt balancierten Spielen früher oder später die besten Strategien und lediglich einigen Top-Spieler bleiben bleibt der Luxus, bedeutungsvolle Entscheidungen zu treffen, während die übrigen Spieler nur noch die etablierten Strategien ausführen können, sofern sie erfolgreich sein möchten. Im Extremfall kann die Gleichschaltung der Power aller Elemente jede Entscheidung überflüssig machen, da sowieso alles gleich stark ist.
Ein weiterer Ansatz besteht darin, dass die Balance zwischen Spielelementen, Strategien und Aktionen nicht das Entscheidende ist, sondern wichtiger ist, dass das Spiel gegen jede Situation Konter ermöglicht. Die Spieler können bzw. die Community kann diese Konter gemeinsam herausfinden. Die Spieler stehen somit nie vor einem unlösbaren Problem.
Zuletzt gibt es noch Ansätze, den Spieler ins Balancing mit einzubinden. Dies schließt dessen Fähigkeiten und technischen Voraussetzungen mit ein und kann etwa mit Hilfe eines Matchmaking-Systems oder eines Handicaps geleistet werden. Dadurch lasse sich sogar der negative Einfluss von Imbalance im Spiel reduzieren, da Spieler unterschiedlichen Könnens auf einem ähnlichen Niveau gegeneinander spielen. Auch sollte die Wahrnehmung der Balance durch Spieler nicht außer Acht gelassen werden: So könne sich das Spielerverhalten etwa auf die Erfolgsrate von Strategien und Elementen auswirken. Daher sollten Änderungen am Balancing korrekt vom Anbieter an die Spieler kommuniziert werden.

### Merkmale eines gut balancierten Spiels
Obwohl die exakten Ziele des Game Balancings noch nicht eindeutig definiert sind, werden von verschiedenen Autoren diverse Merkmale eines gut balancierten Spiels genannt: So sind bedeutungsvolle Entscheidungen geboten. Es gibt keine Pattsituationen, in denen niemand gewinnen oder verlieren kann. Der Spieler sollte stets eine annehmbare Chance haben, das Spiel noch zu gewinnen, d. h. der führende Spieler oder Computergegner sollte keinen unaufholbaren Vorteil haben, bis er tatsächlich kurz vor dem Sieg steht. Selbst frühe Fehler und der Zufall sollten also nichts daran ändern, dass ein zurückliegender Spieler weiterhin noch eine Chance auf den Sieg hat. Ein Spiel sollte die nötigen Informationen und das notwendige Maß an Kontrolle bieten, Fehler zu vermeiden, sodass Spieler sich stets für ihre Aktionen verantwortlich fühlen.
Den Zustand der Game Balance zu messen ist jedoch ein anderes Problem, da Daten hierüber richtig interpretiert werden müssen. Bloße Siegraten von Strategien oder Spielelementen haben beispielsweise keine große Aussagekraft, da auch andere Faktoren wie der Spielerskill und die Rate, mit der ein Element gewählt wird, berücksichtigt werden müssen. Es ist daher notwendig, vorliegende Daten richtig zu interpretieren und die Ursachen für Imbalance korrekt zu identifizieren.

## Methoden und Werkzeuge
Die folgenden Abschnitte stellen eine Sammlung diverser Mittel und Ansätze dar, mit deren Hilfe der Zustand der Balance festgestellt oder verändert wird. Es sollte dabei jedoch nicht vergessen werden, dass nicht mathematische Perfektion, sondern der Spielspaß, die Spielerbeteiligung oder eine Mischung aus beiden das oberste Ziel bleibt und menschliche Einschätzung bis jetzt die einzige Möglichkeit ist, die Erreichung dieses Ziels zu verifizieren. Auch ist Balancing ein aufwendiger Prozess und durchläuft meist zahlreiche Iterationen.

### Ästhetik und Narration
Die visuelle Aufmachung und das Feeling eines Spiels sollten dem Balancing nicht zuwiderlaufen. Im Gegenteil: Besonders reale Vorbilder, wie etwa historische Tatsachen, können als Inspiration für Mechaniken, Konter, orthogonale Einheitenunterschiede oder intransitive Relationen dienen.

### Bannen
Gerade für kompetitive Bereiche stellt das Verbieten von bestimmten Spielelementen oder Strategien eine Möglichkeit dar, dominante Strategien aus ansonsten gut balancierten Spielen zu entfernen. Dies sollte jedoch möglichst vermieden werden.

### Beobachtung
Durch reine Beobachtung des Spiels und des Spielerverhaltens lassen sich bereits einige offensichtliche Probleme feststellen oder zumindest deren Ansätze erkennen. Dazu gehören schlichte mathematische Überlegenheit von Spielelementen oder Strategien, aber auch unverhältnismäßig hohe oder niedrige Nutzung jener Spielelemente oder Strategien. In jedem Fall sollte stets bedacht werden, dass Statistiken nicht notwendigerweise Kausalitäten widerspiegeln und es nicht unbedingt nur einen Grund für ein Problem geben muss; häufig sind es mehrere Gründe (Multikausalität).

### Feedback
Während Feedback von Testern während der Entwicklung und Weiterentwicklung unersetzlich ist, gibt es auch hier einige Dinge zu beachten: So korrelieren spielerisches Können und die Fähigkeit, dieses Können zu erklären, nicht zwangsweise miteinander. Auch gibt es für gewöhnlich mehr Spieler als Entwickler, sodass die Spieler das Spiel durchaus eher oder besser lösen, als der Entwickler selbst. Darüber hinaus sollten hin und wieder neue Tester hinzugeholt werden, da sich auch bei Testern mit der Zeit Übungseffekte einstellen.

### Gamemaster
Ein Spiel kann durch einen Gamemaster dynamisch balanciert werden, der die Spieler beobachtet und das Spiel als Reaktion auf deren Aktionen, emotionale Zustände etc. anpasst oder das Spiel sogar proaktiv in bestimmte Richtungen lenkt, um bestimmte Spielererfahrungen hervorzurufen.
Während Gamemaster historisch Menschen waren, verfügen einige Videospiele über künstliche Intelligenz (KI) oder schlichtweg Algorithmen, welche die Leistung eines Spielers messen und den emotionalen Zustand von Eingaben ableiten. Derartigen Systemen wird auch eine „dynamische Schwierigkeit“ zugeschrieben. Beispiele dafür sind Left 4 Dead und dessen Nachfolger Left 4 Dead 2, zwei kooperative Spiele, in denen die Spieler ganze Horden zombieartiger Kreaturen mit speziellen Fähigkeiten bekämpfen müssen. Beide Spiele besitzen einen KI-Direktor, der nicht nur zufällige Ereignisse auslöst, sondern auch versucht, Spannung und Furcht zu schaffen, indem Kreaturen entsprechend gewisser Regeln abhängig vom Spielerfortschritt erschaffen werden. Dabei wird vor allem mangelnde Kooperation zwischen Spielern durch größere Herausforderungen bestraft. Durch Erforschen von Biofeedback soll die Genauigkeit solcher Systeme drastisch verbessert werden.

### Handicaps
Handicaps können selbst zwischen Spielern mit unterschiedlichen Fähigkeiten eine Wettkampfsituation kreieren. Sie können jedoch auch zu weit gehen und spielerisches Können völlig irrelevant machen. Handicaps sind dabei Nachteile für einen der Spieler, die teilweise freiwillig selbst aktiviert werden können.

### Intuition
Spiele können komplexe Systeme sein. Aufgrund begrenzter Ressourcen kann es nützlich oder sogar notwendig sein, auf die eigene Intuition zu setzen. Dabei sollte man sich jedoch stets im Klaren darüber sein, wie Änderungen das gesamte System beeinflussen – und Vermutungen sollten sich stets auf Evidenz oder Beweise stützen.

### Konter
Es sollte Konter (Gegenangriffe) zu sämtlichen Aktionen, Spielelementen und Strategien geben, um sie im direkten Vergleich zu schlagen. Dies verringert nicht nur die Chance, dass sich dominante Strategien entwickeln, sondern erlaubt auch den Spielern, eigene Herangehensweisen an Herausforderungen zu entdecken. Eine Konter-Beziehung ist dabei idealerweise in den Eigenschaften der Spielelemente veranlagt und nicht schlicht definiert. Bei Entscheidungen, die zu Beginn eines Spiels getroffen werden und anschließend nicht mehr geändert werden können, sollte allerdings darauf geachtet werden, dass Konter nicht automatisch den Ausgang determinieren.

### Matchmaking und Spieler-Ranking
Ein Ansatz, diverse Balancing-Probleme zu umgehen ist, Spieler nach ihrem Können einzustufen. Im Idealfall kann das Rankingsystem den Ausgang nahezu perfekt vorhersagen und somit jedem Spieler (in einem PvP-Spiel) in etwa die gleiche Chance auf einen Sieg ermöglichen, selbst bei abweichenden Voraussetzungen, die außerhalb des Einflussbereiches des Spiels liegen, wie etwa unterschiedlichen Eingabegeräten. In jedem Fall kann ein gutes Matchmaking-System eine Bereicherung für ein Spiel sein, da beispielsweise keine chancenlosen Anfänger gegen Profispieler zusammengewürfelt werden und die Herausforderung, gegen stärkere Gegner anzutreten, für jeden Spieler mit seinen Fähigkeiten wächst.

### Orthogonale Einheitenunterschiede
Orthogonale Einheitenunterschiede beschreiben Eigenschaften von Spielelementen, die sich nicht anhand bloßer Zahlen vergleichen lassen. Im Idealfall besitzt jedes Spielelement eine einzigartige Eigenschaft. Dies hilft auch dabei, intransitive Verhältnisse und Konter zu schaffen.

### Pacing
In PvE-Spielen versucht man, den schmalen Grat zwischen kontinuierlicher Herausforderung und unfairen Hindernissen zu treffen. Damit ähnelt Balancing dem Erschaffen einer dramatischen Struktur, ähnlich wie bei der Filmproduktion „Pacing“ genannt. Pacing wird auch für kompetitive Spiele in Betracht gezogen, jedoch erschwert das autonome Handeln von Mitspielern die Kontrolle darüber.

### Powerkurve
Eine Powerkurve (auch: Kostenkurve) ist im Prinzip eine Relation, welche das Verhältnis zwischen Kosten und Power wiedergibt. Sie ist vor allem nützlich, wenn viele verschiedene Spielelemente dieselbe Art von Kosten mit unterschiedlichem Wert haben und entsprechend der Kosten Vorteile bieten, etwa bei Verwendung einer zentralen Ressource. Dabei sollte jedoch bedacht werden, dass eine Powerkurve abhängig von ihrem Skalenniveau zwar stets eine Rangfolge, aber nicht zwangsweise exakte Verhältnisse widerspiegelt.

### Randomisieren
Das Randomisieren (zufällige Zuweisen) von Startbedingungen ist eine verbreitete Technik in Brett- und Kartenspielen und sogar bei experimenteller Forschung, um der menschlichen Tendenz, Muster zum eigenen Vorteil zu optimieren, entgegenzuwirken. Dies nimmt dem Spieler jedoch Kontrolle, was zu Frustration führen kann. Um dies zu vermeiden, kann dem Spieler beispielsweise erlaubt werden, zwischen mehreren zufällig bestimmten Ergebnissen auszusuchen (z. B. Scrabble oder Magic: The Gathering). Ebenso kann dies vermieden werden, indem Spielesitzungen kurz genug gehalten werden, um mehrere Versuche nacheinander zu ermöglichen (z. B. bei Klondike oder Strange Adventures in Infinite Space).

### Schwierigkeitslevel
Videospiele erlauben ihren Spielern zumeist, den Schwierigkeitsgrad mit Hilfe von Stufen einzustellen, beispielsweise „leicht“, „mittel“ und „schwer“. Diese beeinflussen den Grad der Herausforderung. Manchmal muss die Schwierigkeit zu Beginn für das gesamte Spiel gewählt werden; in anderen Fällen kann der Spieler sie jederzeit ändern. In modernen Spielen (z. B. Horizon Zero Dawn) gibt es zunehmend auch den Schwierigkeitsgrad „Story“ für Spieler, die sich eher für die erzählte Geschichte und weniger für interaktive Spielelemente wie z. B. Kämpfe interessieren. Andere Bezeichnungen variieren. So gibt es beispielsweise in The Last of Us zwei höhere Schwierigkeitsgrade als „hard“, nämlich „survivor“ und „grounded“.
Neben dem Ändern von Spielregeln können Schwierigkeitsgrade genutzt werden, um die Spielinhalte zu wechseln, die dem Spieler präsentiert werden. Dies geschieht üblicherweise durch Hinzufügen oder Entfernen herausfordernder Orte, Ereignisse oder benötigter Gegenstände (Ausrüstung) im Spiel, kann sich aber auch im Verlängern oder Verkürzen des Spiels äußern, um Spieler auf hoher Schwierigkeit zu belohnen und auf leichter zu bestrafen. Die Wahl der Schwierigkeit wird jedoch nicht immer direkt präsentiert, besonders in kompetitiven Spielen, in denen alle Spieler gleichermaßen betroffen sind und die Standardkategorien „leicht“, „mittel“ und „schwer“ nicht mehr anwendbar sind. Manchmal wird die Wahl nur durch andere Terminologie verschleiert (etwa bei Mario Kart); in anderen Fällen gibt es eine Vielzahl kleinerer Einstellungen, welche die Schwierigkeit betreffen.
Eine weitere Alternative ist die sogenannte „subjektive Schwierigkeit“, welche alle Spieler auch bei unterschiedlichen Fähigkeiten gleichermaßen ansprechen soll. Hierfür muss ein Spiel mehrere Lösungen und Wege anbieten, die Spielern unterschiedlicher Fähigkeiten entsprechende Herausforderungen bieten (Super Mario Galaxy, Sonic Generations).

### Statistische Analyse
Mit Hilfe von Statistik lassen sich empirische Daten über Spielerverhalten, Erfolgsquoten etc. sammeln, um Unausgeglichenheiten zu finden und Korrekturen vorzunehmen. Idealerweise sammeln das Spiel oder von ihm kontaktierte Server diese Daten automatisch. Statistiken können die Fähigkeiten und die Intuition des Game Designers jedoch nur unterstützen und stellen damit nur einen Teil der Entscheidungsfindung dar, neben beispielsweise Tester- oder Nutzer-Feedback. Statistiken und deren Interpretation sollte zudem auch Faktoren wie spielerisches Können und Pick-Raten (wie oft und von wem ein Spielelement gewählt wird) berücksichtigen.

### Spieltheorie
Die Spieltheorie beschäftigt sich primär mit Spielern und deren Entscheidungen und ist daher nur begrenzt zum Designen von Spielen geeignet. Sie bietet jedoch nützliches Wissen und Werkzeuge wie eine Net-Payoff-Matrix, die beim Messen der Stärke und Nachvollziehen von Spielerentscheidungen hilfreich sein können.

### Strategien balancieren
Ein weiterer Ansatz ist, Strategien als Ziel des Game Balancings zu wählen und nicht einzelne Spielelemente. Strategien beinhalten typischerweise mehrere Spielelemente und Entscheidungen. Dadurch kann sichergestellt werden, dass alle Spielelemente wenigstens irgendeinen Nutzen haben und Entscheidungen bedeutungsvoll bleiben. Allerdings können für sich betrachtet eigentlich balancierte Spielelemente, sobald mehrere von ihnen in Strategien kombiniert werden, unbeabsichtigt stark werden. Eine Schwierigkeit dieses Ansatzes ist jedoch, dass Strategien nur durch Änderungen an den Spielelementen und Spielmechaniken beeinflusst werden können.

### Tier List
Eine Tier List (Stufenliste) ordnet Spielelemente gemäß ihrer Power in eine von mehreren Kategorien ein. Die Einordnung kann anhand von Feedback, empirischen Daten und subjektiver Einschätzung vorgenommen werden. Während die Anzahl und Bezeichnungen der Stufen variieren kann, geht eine Tier List üblicherweise von „God Tier“ (göttliche Stufe) über mehrere Mittelstufen bis zum „Garbage Tier“ (Müll-Stufe). Beim Balancing sollte zunächst sichergestellt werden, dass Elemente der Stufe „God Tier“ abgewertet werden, da zu starke Spielelemente andere, wenn nicht sogar alle anderen, nutzlos machen. Anschließend sollten Elemente im Garbage Tier verstärkt werden, um auch die letzten nutzlosen Spielelemente nützlich zu machen. Zuletzt können die nun wenigstens einigermaßen balancierten Stufen aneinander angenähert werden, bis ein zufriedenstellendes Ergebnis erreicht wurde. Eine Tier List ist besonders nützlich, um Spielelemente mit exakt gleichen Kosten in eine Rangfolge zu bringen, etwa Charaktere in einem Fighting Game.

### Zentrale Ressource
Ein bestimmter Wert, sei es ein Attribut eines Spielelements, Kosten, Zeit oder ein spezifischer errechneter Wert wie Power, kann als Richtwert zum Balancing aller anderen Werte ernannt werden. Dementsprechend müssen Veränderungen dieser Werte mit einer Veränderung an der zentralen Ressource einhergehen, oder es müssen bei der Anpassung eines Wertes andere Werte ebenfalls verändert werden, um das gleiche Budget zu behalten.